# Гмуркачи
Гмуркачите (Gavia) са род птици, единственият в семейство Гмуркачови (Gaviidae).
Включва 5 съвременни вида водни птици, разпространени в Северна Америка и части от Евразия.
Таксонът е описан за пръв път от Йохан Райнхолд Форстер през 1788 година.

## Видове
Семейство Gaviidae – Гмуркачови
- Род Gavia – Гмуркачи
  - Gavia adamsii – жълтоклюн гмуркач
  - Gavia arctica – черногуш гмуркач
  - Gavia immer – черноклюн гмуркач
  - Gavia pacifica – белогуш гмуркач
  - Gavia stellata – червеногуш гмуркач